# Bathydoxa
Bathydoxa é um gênero de traça pertencente à família Agonoxenidae.